# 랠프 힐
랠프 앤서니 힐(Ralph Anthony Hill, 1908년 12월 26일 ~ 1994년 10월 17일)은 미국의 장거리달리기 선수이다. 그는 1930년에 마일 이상의 미국 기록을 세웠고 1932년 올림픽 5000m 경기에서 은메달을 획득했다.
오리건주 클래매스폴스에서 태어난 힐은 1932년 로스앤젤레스 올림픽에 나가 5000m에 출전하였을 때 오리건 대학교의 학생이었다. 8월 5일에 열린 신나는 경주에서 핀란드의 라우리 레티넨과 각각 14분 30.0초를 기록하면서 그의 뒤로 밀려 2위를 하였다. 심사 위원들은 자신들이 레테넨을 실격시키지 않을 것을 결정하기 전에, 그다 힐을 두번이나 가로막는 데 나오면서 1시간 동안 숙고하였다. 힐은 항의에 제출하는 데 거부하고, 자신의 그에 레티넨의 방해가 실수였다고 진술하였다.
대학 졸업 후, 힐은 자신의 고향 근처에 농업 경력을 시작하였다. 1992년 9월 자신이 졸업한 헨리 고등학교의 미식축구장은 그의 이름을 따서 다시 이름을 지었다.

## 참조
1. ↑  랠프 힐 보관됨 2012-11-12 - 웨이백 머신. Sports-reference.com